# Сімпсони (сезон 27)
Двадцять сьомий сезон мультсеріалу «Сімпсони» транслювався у США на телеканалі «Fox» 27 вересня 2015 до 22 травня 2016 року. Серіал продовжено на 27 і 28 сезони 4 травня року.
Цього сезону вийшла канонічна серія, присвячена Хелловіну «Halloween of Horror». 2015 року відбувся конкурс: людину, яка пожертвувала гроші організації «New York Collaborates for Autism» через Omaze, обрали для анімації в цьому епізоді «Сімпсонів». Переможцем цього змагання було оголошено Карла Зілера. Він також отримав унікальний принт його персоналізованого персонажа з підписом Метта Ґрюйнінґа.
Запрошеними зірками сезону були: Ліна Данем («Every Man's Dream»), Бен Шварц («'Cue Detective»), Софія Вергара («Teenage Mutant Milk-Caused Hurdles»), Ендрю Реннелс («How Lisa Got Her Marge Back») тощо.
Також:
- у прем'єрній серії сезону «Every Man's Dream» у Гомера діагностують нарколепсію, через що він розлучається з Мардж і закохується у фармацевтку[5]. Творцям шоу навіть доводилось випускати пояснення, що Гомер і Мардж насправді розлучаються НЕ назавжди[8];
- будинок Сімпсонів прокоптився («'Cue Detective»)[9];
- в одному із сегментів цьогорічного епізоду «Treehouse of Horror XXVI» Другий Номер Боб нарешті вбив Барта[10];
- Гомер програв в покер 5 тисяч доларів і віддав Лісу, щоб погасити борг[9];
- Білл Плімптон вчетверте анімував диванний ґеґ («Lisa the Veterinarian»);
- після того, як Смізерс невдало освідчився містеру Бернсу, Вейлон вирішує знайти кохання деінде («The Burns Cage»)[11];
- наприкінці серії «Simprovised» Гомер у прямому етері  (одночасно для всіх часових поясів США) відповідав на запитання глядачів[12][13].

## Виробництво
У травні 2015 року, на початку виробництва сезону, актор озвучування Гаррі Шірер заявив, що йде з серіалу. Однак, у липні після перемовин Шірер таки підписав контракт на продовження роботи в «Сімпсонах».

## Нагороди та номінації
У лютому 2016 року сценаристку Керолін Омайн було номіновано на премію Гільдії сценаристів Америки в області анімації 2015 року за серію «Halloween of Horror». Водночас, у лютому 2017 року сценариста Дена Гріні було номіновано на цю ж премію в області анімації 2016 року за серію «Barthood».
Також «Barthood» також було номіновано на премію «Енні» у категоріях «Найкраще виробництво анімаційної програми загального спрямування» і «Найкраще написання сценарію». Водночас, «Halloween of Horror» здобула «Енні» в категорії «Найкраща анімаційна передача для широкої авдиторії».
Також сезон було номіновано на премію «Еммі». Серію «Halloween of Horror» було номіновано у категорії «Найкраща анімаційна передача» 2016 року.

## Список серій
| № серії (загалом) | № серії (в сезоні) | Назва серії                                                                               | Режисер(и)     | Сценарист(и)     | Оригінальна дата показу | Код серії | Глядачів в США (млн) |
| --- | ------------------ | ----------------------------------------------------------------------------------------- | -------------- | ---------------- | ----------------------- | --------- | -------------------- |
| 575 | 1                  | «Every Man's Dream» «Сон кожної людини»                                                   | Метью Настюк   | Дж. Стюарт Бернс | 27 вересня 2015         | TABF14    | 3,28                 |
| Гомер страждає від нарколепсії і постійно засинає, проте він не бажає лікуватися, а навпаки — вважає, що ця хвороба звільняє його від сімейних справ. Мардж приймає рішення відвідати сімейну консультантку з питань шлюбу, яка радить їй ненадовго розлучитися з чоловіком. У цей час Гомер починає зустрічатися з фармацевткою, набагато молодшою за нього, а Мардж з чоловіком, набагато старшим за неї… Запрошені зірки: Адам Драйвер в ролі Адама Саклера; Ліна Данем в ролі Кендез і Ханни Хорват; Еллісон Вільямс, Джемайма Керк і Зося Мамет в ролі подруг Кендез; Лора Інграхам в ролі докторки Зіловіц |                    |                                                                                           |                |                  |                         |           |                      |
| 576 | 2                  | «'Cue Detective» «Детектив з барбекю»                                                     | Тімоті Бейлі   | Джоел Коен       | 4 жовтня 2015           | TABF17    | 6,02                 |
| Гомер замість нової пральної машини купує гриль. М'ясо на ньому виходить дуже смачним і привертає увагу жителів всього міста, а відомий шеф-кухар з Нью-Йорка викликає Гомера на кулінарний поєдинок. Несподівано гриль зникає, через що Гомер стає байдужим до всього. Барт і Ліса вирішують самостійно відшукати гриль. Запрошені зірки: Рекс Гаррісон і Ентоні Ньюлі в ролі доктора Дулітла і Метью Магг відповідно (архівні кадри), Бен Шварц в ролі касира «Комори сировини», Боббі Мойнихан в ролі Тайлера Блума, Едвард Джеймс Олмос в ролі власника коптильні, Елтон Браун в ролі самого себе            |                    |                                                                                           |                |                  |                         |           |                      |
| 577 | 3                  | «Puffless» «Без димку»                                                                    | Роб Олівер     | Дж. Стюарт Бернс | 11 жовтня 2015          | TABF19    | 3,31                 |
| Дізнавшись, що їх батько помер від раку легенів, Патті і Сельма погодилися кинути палити. Коли у Сельми трапляється рецидив, розлючена Патті переїжджає до Мардж і Гомера. Тим часом Меґґі знаходить спільну мову з лісовими тваринами. Запрошені зірки: Джон Ловітц в ролі сигарети Сельми, Йо-Йо Ма в ролі самого себе |                    |                                                                                           |                |                  |                         |           |                      |
| 578 | 4                  | «Halloween of Horror» «Жах на Хелловін»                                                   | Майк Андерсон  | Керолін Омайн    | 18 жовтня 2015          | TABF22    | 3,69                 |
| Ліса лякається в хелловінському парку розваг Красті і відмовляється відзначати це свято. У цей час троє співробітників магазина Апу, звільнені через Гомера. Вночі вони вломлюються до будинку Сімпсонів, щоб помститися… Тим часом Мардж намагається влаштувати Хелловін для Барта та Меґґі. Запрошені зірки: Нік Кролл в ролі Лема, Блейк Андерсон в ролі Дікі |                    |                                                                                           |                |                  |                         |           |                      |
| 579 | 5                  | «Treehouse of Horror XXVI» «Будинок жахів XXVI»                                           | Стівен Дін Мур | Джоел Коен       | 25 жовтня 2015          | TABF18    | 6,75                 |
| «Wanted: Dead, Then Alive» (укр. «Розшукується: мертвим, а потім живим») — Другий Номер Боб нарешті вбиває Барта, але потім починає нудьгувати, оскільки його мета досягнута. За допомогою спеціальної машини він починає оживляти Барта і вбивати безліччю різними способами. «Homerzilla» (укр. «Гомерзілла») — Пародія на фільм «Ґодзілла» з Гомером у головній ролі. «Telepaths of Glory» (укр. «Телепати слави») — Пародія на фільм «Хроніка». Ліса та Мілгаус отримують надздібності через радіацію. Запрошені зірки: Келсі Греммер в ролі Другого Номера Боба, Кріс Ведж в ролі Скрета                    |                    |                                                                                           |                |                  |                         |           |                      |
| 580 | 6                  | «Friend with Benefit» «Друг с вигодою»                                                    | Метью Фонан    | Роб Лазебник     | 8 листопада 2015        | TABF21    | 3,48                 |
| У Ліси з'являється нова шкільна подруга Гарпер, у якої батько інтернет-мільярдер і стає другом сім'ї Сімпсонів. Однак, незабаром, Ліса стає стурбованою тим, що Гарпер занадто багато чого дозволено. Запрошені зірки: Крістен Белл в ролі Гарпер, Девід Коперфілд в ролі самого себе |                    |                                                                                           |                |                  |                         |           |                      |
| 581 | 7                  | «Lisa with an 'S'» «Ліса через 'С'»                                                       | Боб Андерсон   | Стефані Гілліс   | 22 листопада 2015       | TABF20    | 5,64                 |
| Гомер програє в покер 5 тисяч доларів одній із бродвейських зірок, Лейні Фонтейн. Коли та пропонує Гомеру розплатитися… Лісою, батько з радістю погоджується. Ліса зобов'язана працювати на Лені протягом місяця. Після того, як Ліса стає дитям шоу-бізу. Гомер починає розуміти, що припустився великої помилки віддавши дочку. Він прямує до Ліси в Нью-Йорк, щоб врятувати і повернути додому свою дочку. |                    |                                                                                           |                |                  |                         |           |                      |
| 582 | 8                  | «'Paths of Glory» «Соціопати слави»                                                       | Стівен Дін Мур | Майкл Ферріс     | 6 грудня 2015           | VABF01    | 5.53                 |
| Ліса займається пошуками невідомого винаходу першої жінки-винахідника Спрінґфілда. Тим часом Гомер і Мардж починають вважати, що Барт може бути соціопатом. Барт дізнається про це і починає їм підігравати. Його відправляють у спеціалізований заклад для дітей з такими проблемами, але виявляється, що там над дітьми проводять військові досліди. |                    |                                                                                           |                |                  |                         |           |                      |
| 583 | 9                  | «Barthood» «Бартність»                                                                    | Роб Олівер     | Ден Гріні        | 13 грудня 2015          | VABF02    | 5,97                 |
| Серія є пародією на фільм «Юність». Розповідь про дорослішання Барта, про його відносини з батьком і про його протистояння з Лісою… |                    |                                                                                           |                |                  |                         |           |                      |
| 584 | 10                 | «The Girl Code» «Дівчачий код»                                                            | Кріс Клементс  | Роб Лазебник     | 3 січня 2016            | VABF03    | 4,41                 |
| Після того, як через публікацію Мардж у соціальній мережі звільнили Гомера, він повернувся на свою найпершу роботу, посудомийником у грецьку забігайлівку. Ця історія надихнула Лісу приступити до створення програми, яка б передбачала наслідки у реальному житті будь-яких публікацій в Інтернеті. У процесі роботи створюється розумний штучний інтелект… Запрошені зірки: Стівен Мерчант в ролі Конрада, Кейтлін Олсон в ролі Квінн |                    |                                                                                           |                |                  |                         |           |                      |
| 585 | 11                 | «Teenage Mutant Milk-Caused Hurdles» «Підлітки-мутанти і неприємності, викликані молоком» | Тімоті Бейлі   | Джоел Коен       | 10 січня 2016           | VABF04    | 8,33                 |
| Гомер купує для дітей нове молоко, яке містить гормони. В результаті у Ліси з'являються прищі, а у Барта починають рости вуса. Також він закохується в нову вчительку, місіс Берреру. Однак в сутичку за неї вступає і директор Скіннер. Запрошені зірки: Софія Вергара в ролі місіс Беррери |                    |                                                                                           |                |                  |                         |           |                      |
| 586 | 12                 | «Much Apu About Something» «Багато Апу із дечого»                                         | Боб Андерсон   | Майкл Прайс      | 17 січня 2016           | VABF05    | 3,95                 |
| Племінник Апу, Джей, починає працювати у «Квікі-Марті», але Апу незадоволений, коли Джей перетворює його на продовольчий ринок. Намагаючись повернути Апу свою крамницю, Гомер намагається змусити Барта влаштувати розіграш у новому магазині. Однак, хлопчик пообіцяв більше не жартувати… Запрошені зірки: Уткарш Амбудкар в ролі Джея |                    |                                                                                           |                |                  |                         |           |                      |
| 587 | 13                 | «Love Is in the N2-O2-Ar-CO2-Ne-He-CH4» «Кохання — в атмосфері»                           | Марк Кіркланд  | Джон Фрінк       | 14 лютого 2016          | VABF07    | 2,89                 |
| Професор Фрінк використовує науку і поради Гомера, щоб перетворити себе в об'єкт бажання для жінок. Однак, жіноча увага не робить його щасливим, і він винаходить алгоритм, який зводить одиноких чоловіків і жінок Спрінґфілда. Тим часом Мардж, Барт і Ліса відвідують дідуся в будинку для літніх людей і намагаються врятувати його та інших старих від галюнів, викликаних ліками. Запрошені зірки: Гленн Клоуз в ролі Мони Сімпсон |                    |                                                                                           |                |                  |                         |           |                      |
| 588 | 14                 | «Gal of Constant Sorrow» «Дівча постійної печалі»                                         | Метью Настюк   | Керолін Омайн    | 21 лютого 2016          | VABF06    | 3,1                  |
| Після того, як Барт випадково знищує візок з пожитками безпритульної жінки в річку, він дозволяє їй жити у своїй шафі. Коли ж Ліса виявляє, що ця жінка ще й неймовірна фолк-співачка, вона починає планувати її концерт… Тим часом Гомер намагається дістати кота, який застряг у стіні будинку. Запрошені зірки: Келсі Греммер в ролі Другого Номера Боба, Кейт Маккінон в ролі Гетті, Наталі Мейнс — виконавиця пісень Гетті, Боб Бойлен в ролі самого себе |                    |                                                                                           |                |                  |                         |           |                      |
| 589 | 15                 | «Lisa the Veterinarian» «Ліса — ветеринарка»                                              | Стівен Дін Мур | Ден Веббер       | 6 березня 2016          | VABF08    | 3,09                 |
| Ліса рятує єнота, який заліз в аквапарк, і вона розуміє, що бути ветеринаркою — її покликання. Дівчинка влаштовується стажером до місцевої ветлікарні, де отримує важкий досвід втрати, коли шкільний хом'як вмирає у неї на руках. Тим часом Мардж підробляє в поліції прибираючи місця злочинів. Запрошені зірки: Майкл Йорк в ролі доктора Баджі |                    |                                                                                           |                |                  |                         |           |                      |
| 590 | 16                 | «The Marge-ian Chronicles» «Мардж-іанські хроніки»                                        | Кріс Клементс  | Браян Келлі      | 13 березня 2016         | VABF09    | 3,07                 |
| Не почуваючись унікальною, Ліса записується у проєкт з підготовки колоністів для польоту і будівництва поселення на Марсі. Мардж проти такої ідеї. Вся сім'я намагається переконати спільно проходивши процес підготовки… Запрошені зірки: Том Шарплінг в ролі Пола, Джон Вурстер в ролі Баррі |                    |                                                                                           |                |                  |                         |           |                      |
| 591 | 17                 | «The Burns Cage» «Клітка Бернса»                                                          | Роб Олівер     | Роб Лазебник     | 3 квітня 2016           | VABF10    | 2,32                 |
| Смізерс, через образу на містера Бернса, відчуває себе спустошеним і Гомер вирішує знайти йому пару. Тим часом у Спрінґфілдській початковій школі діти роблять постановку за фільмом «Касабланка». Головна жіноча роль у Ліси, а головна чоловіча — у нового симпатичного хлопчика, однак бути партнером Ліси дуже хоче Мілгаус. Запрошені зірки: Джордж Такеї в ролі самого себе |                    |                                                                                           |                |                  |                         |           |                      |
| 592 | 18                 | «How Lisa Got Her Marge Back» «Як Ліса повернула свою Мардж»                              | Боб Андерсон   | Джефф Мартін     | 10 квітня 2016          | VABF11    | 2,55                 |
| Ліса сердиться на Мардж, коли дізнається, що вона насправді не любить джаз. Щоб загладити свою провину, Мардж бере Лісу в поїздку до столиці… Тим часом Барт засмучений тим, що його жарти стали передбачуваними. Він об'єднується з Меґґі, обдурюючи оточуючих. Запрошені зірки: Ендрю Реннелс в ролі самого себе |                    |                                                                                           |                |                  |                         |           |                      |
| 593 | 19                 | «Fland Canyon» «Фланд-Каньйон»                                                            | Майкл Полчіно  | Дж. Стюарт Бернс | 24 квітня 2016          | VABF12    | 2,77                 |
| Щоб заколисати Меґґі, Гомер розповідає їй історію, яка сталася, коли вона ще не народилася. Історія про те, як Сімпсони, разом із сім'єю Фландерсів, подорожували до Великого каньйону… |                    |                                                                                           |                |                  |                         |           |                      |
| 594 | 20                 | «To Courier with Love» «Кур'єру з любов’ю»                                                | Тімоті Бейлі   | Білл Оденкерк    | 8 травня 2016           | VABF14    | 2,52                 |
| Гомер погоджується перевезти валізу з секретним вмістом, через що сім'я Сімпсонів летить до Парижу… Запрошені зірки: Джей Лено в ролі самого себе |                    |                                                                                           |                |                  |                         |           |                      |
| 595 | 21                 | «Simprovised» «Сімпровізація»                                                             | Метью Настюк   | Джон Фрінк       | 15 травня 2016          | VABF13    | 2,8                  |
| У Гомера не виходить виголосити промову перед авдиторією на Спрінґфілдській АЕС, після чого Гомер починає боятися публічних виступів. Щоб побороти цей страх відвідує курси коміків-імпровізаторів… Тим часом Мардж будує Барту новий будиночок на дереві, щоб почути від нього подяку. |                    |                                                                                           |                |                  |                         |           |                      |
| 596 | 22                 | «Orange Is the New Yellow» «Помаранчевий — новий жовтий»                                  | Метью Фонан    | Ерік Горстед     | 22 травня 2016          | VABF15    | 2,54                 |
| Мардж заарештовують за те, що вона відпустила Барта у парк без нагляду. У в'язниці вона розуміє, що це — вихід від її життя як мами і дружини… Під час її відсутності, Гомер намагається виконати всі батьківські обов'язки, які, як правило, виконує Мардж. Запрошені зірки: Кевін Майкл Річардсон в ролі охоронця Спрінґфілдської в'язниці |                    |                                                                                           |                |                  |                         |           |                      |

## Показ в Україні
В Україні прем'єрний показ сезону здійснював телеканал «НЛО TV» з 19 грудня 2016 до 1 січня 2017. 
| №   | Назва серії                           | Показ в Україні |
| --- | ------------------------------------- | --------------- |
| 575 | Every Man's Dream                     | 19 грудня 2016  |
| 576 | 'Cue Detective                        | 19 грудня 2016  |
| 577 | Puffless                              | 20 грудня 2016  |
| 578 | Halloween of Horror                   | 20 грудня 2016  |
| 579 | Treehouse of Horror XXVI              | 21 грудня 2016  |
| 580 | Friend with Benefit                   | 21 грудня 2016  |
| 581 | Lisa with an 'S'                      | 22 грудня 2016  |
| 582 | Paths of Glory                        | 22 грудня 2016  |
| 583 | Barthood                              | 26 грудня 2016  |
| 584 | The Girl Code                         | 26 грудня 2016  |
| 585 | Teenage Mutant Milk-Caused Hurdles    | 27 грудня 2016  |
| 586 | Much Apu About Something              | 27 грудня 2016  |
| 587 | Love Is in the N2-O2-Ar-CO2-Ne-He-CH4 | 28 грудня 2016  |
| 588 | Gal of Constant Sorrow                | 28 грудня 2016  |
| 589 | Lisa the Veterinarian                 | 31 грудня 2016  |
| 590 | The Marge-ian Chronicles              | 31 грудня 2016  |
| 591 | The Burns Cage                        | 31 грудня 2016  |
| 592 | How Lisa Got Her Marge Back           | 31 грудня 2016  |
| 593 | Fland Canyon                          | 1 січня 2017    |
| 594 | To Courier with Love                  | 1 січня 2017    |
| 595 | Simprovised                           | 1 січня 2017    |
| 596 | Orange Is the New Yellow              | 1 січня 2017    |